# Ирикана (Алберта)
Ирикана (енгл. Irricana) је малена варошица у јужном делу канадске провинције Алберта, у оквиру статистичке регије Велики Калгари. Кроз насеље пролази деоница регионалног ауто-пута 9, а налази се 53 км североисточно од града Калгарија. 
Име варошице представља акроним који се односи на канале зе за иригацију који су грађени у околним преријским подручјима. Насеље је 1911. добило статус села, а 94 године касније (2005) и статус варошице.
Према резултатима пописа становништва из 2011. у варошици су живела 1.162 становника у 480 домаћинстава, што је за 6,5% мање у односу на попис из 2006. када су регистрована 1.243 житеља.

## Становништво
| 2006. | 2011. |
| ----- | ----- |
| 1.243 | 1.162 |